# Luna E-8-5 No.405
A Luna E-8-5 No.405, também conhecida como Luna Ye-8-5 No.405 e identificada pela NASA como Luna 1970A, foi uma das oito missões usando a plataforma E-8-5, para o Programa Luna (um projeto soviético), tinha como objetivo, efetuar pousos suaves na Lua e recolher e retornar amostras de solo lunar para a Terra.
A Luna E-8-5 No.405, pesando 5.600 kg, foi lançada as 04:16:06 UTC de 6 de Fevereiro de 1970, por um Proton-K/Bloco-D, a partir da plataforma 81/24 do cosmódromo de Baikonur. A sua intenção, era efetuar um pouso suave na Lua, e lá efetuar uma missão de retorno de amostra, perfurando, recolhendo e retornando algumas gramas de solo lunar.
Uma falha no foguete não permitiu à espaçonave atingir a órbita de espera pretendida.